# تطعيم عظمي
تطعيم عظمي  هي عملية جراحية تقوم على استبدال العظام التي تم فقدها من أجل تصحيح كسور العظام فائقة التعقيد والتي تسبب اخطار صحية للمريض أو تمنع الالتئام الطبيعي.
العظام بصورة عامة لديها القدرة علي الالتئام تماماً في ظل وجود فراغات صغيرة بعد الكسر أو تتطلب وجود دعامة تستند عليها العظام. قد يكون تطعيم العظام ذاتياً (يتم أخذ العظام من جسم المريض نفسه غالبا من عرف الحرقفة) أو مزروعاً غالبا ما يتم أخذ العظام الجديدة من بنوك عظام أو حتي من عظام صناعية، غالبا ما تصنع من مادة الهيدروكسي ابيتايت أو من مواد أخرى أكثر طبيعية وتتماشى مع طبيعة الجسم البشري) بنفس الخصائص الميكانيكية للعظام. أغلب العظام المرقعة تلتأم وتصبح كالعظام الطبيعية في غصون أشهر.
تتضمن الأساسيات التي تدخل في تطعيم العظام الناجح توصيل العظام (مهتديا بقدرة العظام الطبيعية علي النمو) والحث (بتشجيع الخلايا غير المتمايزة علي التحول لخلايا عظمية نشطة) وتكوين خلايا العظام (الخلايا العظمية الحية في المادة المستخدمة للتطعيم تساهم في إعادة تكون العظام)
و هذه الأخيرة لا تحدث إلا في حالتي التطعيم الذاتي والتطعيم المزروع من خلايا مصفوفات العظام.

## الآلية البيولوجية
علي عكس معظم أنسجة الجسم فإن تطعيم العظام أمر ممكن وذلك بسبب أن نسيج العظام لدية القابلية للتجدد الكامل إذا ما اعطيناه الفراغ لينمو به وعندما ينمو العظم الجديد فهو سياخد مكان الرقعة بالكامل مكونا رقعة متكاملة من العظام الجديدة
و الاليات البيولوجية التي تقوم عليها تطعيم العظام هي التوصيل والحث والتكوين 
الآليات البيولوجية الأساسية في تطعيم العظام هي ما تعارف عليه باللاتينية بالمصطلحات المتعلقة بنمو وتحفيز العظام على النمو: Osteoconduction، Osteoinduction ،Osteogensis.
- نمو العظام Osteoconduction

تعمل خلايا العظام المرقعة كهيكل (سقّآلة) (scaffold) لنمو العظم الجديد، خلايا العظم في الأطراف المكسورة (الخلايا البانية للعظم) تنتشر علي خلايا العظام المرقّعة وتتكاثر منتجة خلايا عظام جديدة الي أن يتم استكمال تكوين العظم المكسور.
- تحفيز العظام عبر Osteoinduction

هي عملية تحفيز خلايا ال ostiogenirator لتتحول الي خلايا بانية للعظم عن طريق بعض عوامل النمو من أهم هذه الخلايا؛ العظام المرقّعة لن تعمل فقط كأساس للعظام الجديدة ولكنها أيضا سوف تحفز تكوين خلايا بانية للعظم جديدة.
- تكوين العظام Osteogensis

الخلايا البانية للعظم في خلايا العظم المرقّعة تشارك في تكوين العظام الجديدة، بالإضافة إلى الآليتين السابقتين.

## توصيل العظام
يحدث توصيل للخلايا العظمية عندما تعمل مادة التطعيم كدعامة أو سقالة لنمو عظم جديد والتي يتم تخليدها بواسطة العظام المستوطنة الجديدة
بانيات العظام من منطقة الخلل والتي يتم تطعيمها تستخدم مادة التطعيم كاطار تنتشر وتنتج عظام جديدة من خلاله

## الحث علي تكوين خلايا عظمية جديدة
و تتضمن حث خلايا غير متمايزة الي خلايا عظمية نامية تكون عظاما جديدة
مادة التطعيم التي تتضمن كونها قادرة علي توصيل العظام والحث علي تكوينها لا تعمل فقط كدعامة بل أيضا تسرع من نجاح عملية التطعيم.

### تكوين خلايا عظمية جديدة
و يحدث عندما تساهم الخلايا العظمية النامية الحية الصادرة من مادة التطعيم في نمو عظم جديد الناتجة عن طريق الاليتين السابقتين

## التطعيم الذاتي

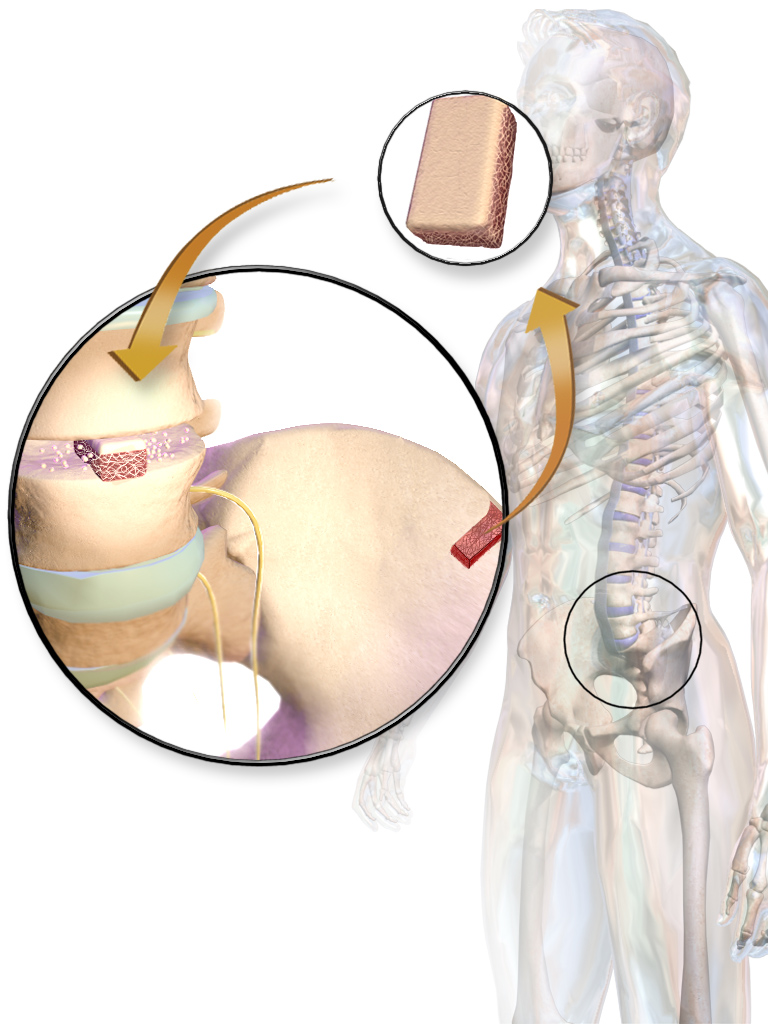
تطعيم ذاتي لعرف الحرقفة

يتضمن التطعيم الذاتي استخدام مادة التطعيم (العظام) من نفس الشخص الذي ستجري له عملية التطعيم ويمكن استخلاص العظام من منطقة بها عظام غير ضرورية كعرف الحرقفة وخاصة في عمليات الفم، الوجه والفكين تكون الرقعة من منطقة عظام الذقن أو رام الفك السفلي، من الأفضل في عمليات التطعيم الذاتي هو أنه يقلل معدل خطورة رفض الجسم للرقعة لانها من نفس الجسم وهذه الرقعة تعتبر موصلة وتحث على تكوين العظام أيضا ويبقى الوجه السيء للذاتية في التطعيم هو وجود مكان اخر للجراحة وهو مكان أخذ الرقعة مما يزيد من ألم ما بعد الجراحة وزيادة معدل مضاعفاتها. والتطعيم الذاتي يُؤخذ غالبا من الذقن وعرف الحرقفة وعظام الأضلاع والشظية والفك وأحيانا من الجمجمة.
كل العظام تحتاج الي امدادات بالدماء في مكان الزرع معتمدة علي مكان وحجم الرقعة المزروعة ويمكن ان تتطلب العملية مصدر جديد للامداد الدموي في بعض الاحيان كتطعيم العظام الحيوي.
تحتوي منطقة الذقن علي كمية كبيرة من العظم المسامي ويسهل دخوله في كافة مناطق الفم ويسهل أخذ الرقعة منها تحت تأثير المخدر الموضعي

## التطعيم العاجي
العظم العاجي والمصنوع من الأسنان المنزوعة مسبقا العاج يتالف من أكثر من 85% من تركيب الاسنان 
يختلف العاج عن العظام في التركيب الكيميائي ولكنه مثله في القدرة علي تكوين عناصر للنمو والتمايز ولجعل التطعيم العاجي رهن الاستخدام وغير ملوث بالبكتريا ابتكرت بعض الشركات عمليات الطحن والتنظيف للأسنان لتجعلها جاهزة لاستخدام المستقبلي.

من أجل جعل العاج صالح للاستخدام وخال من البكتريا طورت بعض الشركات اليات تشمل طحن وفرز وتنظيف الاسنان لاستخدامها في المستقبل وفي كوريا أنشئ بنك لحفظ الأسنان المفقودة حوالي 38 الف مريض احتفظوا باسنانهم المخلوعه في هذا البنك وذلك فقط ما بين عام 2009 إلى عام 2012 .

## التطعيم المزروع

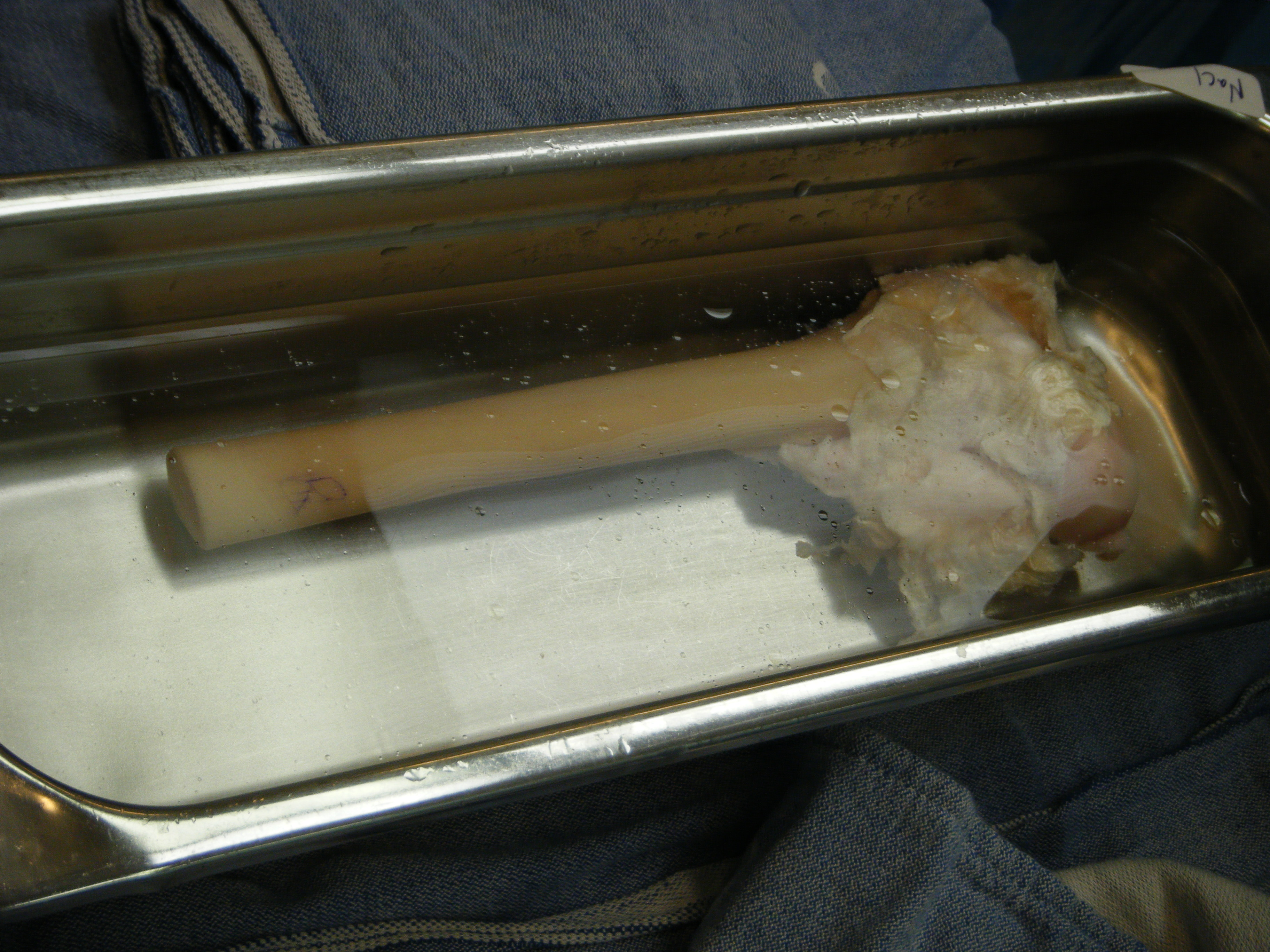
تطعيم مزروع

و التطعيم المزروع مثل الذاتي في كونه مستخلص من البشر ولكنه يستخلص من شخص اخر غير المريض نفسه الذي يستقبل عملية التطعيم فالتطعيم المزروع يمكن أن يتم أخذه من الجثث التي تبرع بها أصحابها لمثل هذه الحالات ويتم وضع هذه التبرعات في بنوك العظام، يوجد أيضا في هذه البنوك عظام من أشخاص لازالوا أحياء ولكنهم تعرضوا لازالة عظام لحوض كاملة في عمليات لوضع عظام حوض اصطناعية، وهناك ثلاثة أنواع للتطعيم المزروع في العظام وهي:
- طُعم العظام الطازجة أو الطازجة المجمدة.
- طُعم العظام المزروعة المجمدة المجففة.
- طُعم العظام المجمدة المجففة منزوعة المعادن.

## بدائل صناعية

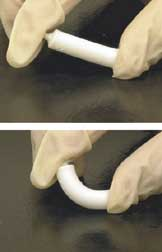
بدائل صناعية (مثال:
Hydrogel-HA)

العظم الاصطناعي يمكن ان يتكون من السيراميك مثل فوسفاتات الكالسيوم وهذه المواد يمكن دمجها مع بذل نخاع العظام أو عناصر نمو لتزويد حيويتها 

### تطعيم العظام الأجنبي
الطعم الأجنبي مصدره من نوع اخر غير البشر كالدواب والتي يمكن تجفيفها أو ازالة معادنها وبروتيناتها. العظم الاصطناعي يمكن ان يتم انشاؤه من السيراميك والزجاج البيولوجي بعد مجموعة من التفاعلات التي تتم عليها؛ هذه المواد تستجيب لعوامل النمو مثل السيروتونين (serotonin) وعيوب هذه البدائل انها معرضه أكثر للعدوي والرفض من جسم الإنسان.

## الاستخدامات
- زراعة الاسنان: هو الاستخدام الأكثر شيوعا لتطعيم العظام لاستعادة الاسنان المفقودة وتتطلب زراعة الاسنان عظام تحتها للدعم
- تصليح جسم عظم الشظية
- تصليح العظام التي تم فقد جزء منها

وكما هو مذكور سابقا ان هذه العظام المرقعه تأتي من مصادر عديدة Autograft)،Allograft ، Xenograft)؛ ويمكن تطعيم العظام في الفك قبل زراعة الاسنان أو يتم كلتا العملتين في وقت واحد.

### العملية الجراحية
تعتمد علي مكان التطعيم العظمي وغالبا ما يعمل في هذه الجراحة جراحون العظام وجراحو المخ والأعصاب وجراحون مختصون ابلوجة والرقبة وجراحي الأسنان وجراحيو زراعة الاعضاء والتجميل أيضا.

## مخاطر
كأي عملية جراحية تطعيم العظام له نفس المخاطر من مشاكل التنفس والنزف والعدوى وإن كانت نسبتها لا تتخطي ال 1% وتعالج بمضادات حيوية وبوجه عام العدوي تصيب فقط الأشخاص ضعيفو المناعة.
المخاطر الناتجة عن عملية تطعيم عظمي من منطقة عرف الحرقفة (عظام الحوض):
- فتاء خارجي مكتسب من عملية الاخراج
- تنميل في الخذ نتيجة جرح العصب الجانبي في الفخذ المغذي للجلد،
- عدم ثبات الحوض
- كسر في عظام الحوض (نادرا)
- جرح الاعصاب الألوية مما يتسبب في الم في الجهة الخلفية للحوض يزداد عند الجلوس
- جرح العصب الطولي بالالية
- العدوي
- تجمع دموي بسيط
- تجمع دموي عميق يستدعي جراحة لازالته
- جرح الحالب
- زرع ورم
- عيوب جمالية
- وجع دائم

## التعافي وما بعد الجراحة
يعتمد وقت التعافي علي طبيعة الجرح وخطورته ويمكن أن يستمر العلاج من اسبوعين لشهرين مع امكانية منع ممارسة الرياضة لمدة 6 أشهر.

اجراءات عملية تطعيم العظم لا تقتصر فقط علي تكاليف العملية؛ فالتكلفة الاجماليه لعملية تطعيم عظام في الفقرات القطنيه يتراوح من 33.860الف دولار الي 37.227 الف دولار وهذه التكلفة تشتمل جميع الزيارات داخل وخارج المستشفي لمدة 3 شهور، تكلفة العظام المستخدمة في التطعيم حوالي 250 الي 900 دولار، رسوم إعادة تأهيل 5,000 ألاف دولار، مأكل 5,000 ألاف دولار، غرفة عمليات 3.500 دولار لوازم التعقيم 1,100 دولار، علاج طبيعي 1000 دولار، الجراح 3,500 دولار، طبيب التخدير 350 دولار في الساعة، رسوم الدواء 1000 دولار، بالأضاغه الي خدمات اجراءات التشخيص والمعدات وما الي ذلك.